# Catherine Stern
Catherine Stern (alemany: Käthe Stern)  (Breslau, 6 de gener de 1894 - Nova York, 8 de gener de 1973), nascuda Käthe Brieger, va ser una pedagoga i psicòloga nord-americana d'origen alemany.
Estudià a la universitat de Breslau i va dirigir un jardí d'infància entre 1923-33. Va desenvolupar un mètode per ensenyar àlgebra als infants, similar als reglets numèrics.
El 1938 va emigrar als Estats Units fugint de la persecució nazi contra els jueus i va treballar a The New School for Social Research on va coincidir amb psicòlegs com Max Wertheimer.

## Publicacions
- Children Discover Arithmetic, Catherine Stern, Harper & Row, 1949.
- Experimenting with Numbers, Catherine Stern, Margaret Stern and Toni S. Gould. Houghton Mifflin Co., 1950
- Structural Arithmetic I, II, III, Teachers Guide and Workbooks, with M. Stern and T. Gould. Houghton Mifflin Co., 1952
- Children Discover Arithmetic, Catherine Stern and Margaret B. Stern. Harper & Row, 1971.
- Structural Reading Program, Teachers Guides and Workbooks, A through E, with M. Stern and T. Gould, Random House, 1963.
- Children Discover Reading, with T. Gould, Random House, 1965.